# Yhojan Díaz
Yhojan Gary Díaz Sequeira (San Carlos, Maldonado, 10 de febrero de 1998) es futbolista profesional uruguayo.
Su posición de juego es de extremo derecho o extremo izquierdo en el equipo Club Social y Deportivo Villa Española de Primera División de fútbol del Uruguay.

## Clubes
- FK Teplice
- Club Atlético Atenas de San Carlos
- Club Social y Deportivo Villa Española